# Messor ferreri
Messor ferreri är en myrart som beskrevs av Cedric A. Collingwood 1993. Messor ferreri ingår i släktet Messor och familjen myror. Inga underarter finns listade i Catalogue of Life.